# الإسلام في مولدوفا
يقدر تقرير الحرية الدينية الدولي (بالإنجليزية: International Religious Freedom Report)‏ الصادر عن مكتب الديمقراطية وحقوق الإنسان والعمل التابع لوزارة الخارجية الأمريكية عدد المسلمين في مولدوفا ببضعة آلاف.
في سنة 2005، رفضت حكومة مولدوفا تسجيل «المنظمة الروحية لمسلمي مولدوفا» (التي يرأسها تالغات ماساييف) رغم التماس بعثة منظمة الأمن والتعاون الأوروبية في مولدوفا للحكومة بالسماح بذلك، ثم وافقت وزارة العدل المولدوفية في مارس 2011 على تسجيل الرابطة الإسلامية بمولدوفا (بالمولدوفية: Liga Islamica din Moldova) رسميًا، لتكون أول كيان إسلامي رسمي في مولدوفا. وكانت الرابطة قد تقدمت بطلب للموافقة على تسجيلها رسميًا سنة 2008.
تقدر التقارير الرسمية عدد المسلمين في مولدوفا بألفي مسلم فقط، غير أن الرابطة الإسلامية تقدر هذا العدد بسبعة عشر ألفًا، وتُرجع هذا الفارق الكبير إلى أن معظم مسلمي مولدوفا ليسوا مسجلين رسميًا كمسلمين، لأن الحكومات السابقة كانت تعتبر الإسلام ديانة غير قانونية.
يذكر أن الكنيسة المولدوفية الأرثوذكسية اعترضت على اعتراف الحكومة بالإسلام وشاركت في احتجاجات على هذا القرار جنبًا إلى جنب مع جماعات مولدوفية محافظة.